# Eriococcus kijabensis
Eriococcus kijabensis är en insektsart som beskrevs av James 1934. Eriococcus kijabensis ingår i släktet Eriococcus och familjen filtsköldlöss.
Artens utbredningsområde är Kenya. Inga underarter finns listade i Catalogue of Life.